# The Mysterious Mr. M
The Mysterious Mr. M é um seriado estadunidense de 1946, gênero policial, dirigido por Lewis D. Collins e Vernon Keays, em 13 capítulos, estrelado por Richard Martin, Pamela Blake e Dennis Moore. Produzido e distribuído pela Universal Pictures, veiculou nos cinemas estadunidenses a partir de 1 de agosto de 1946.
Este foi o 137º e último seriado produzido pela Universal Pictures. Três seriados em planejamento a seguir pela Universal foram cancelados: The Yukon Sky Patrol, The Scarlet Horseman Rides Again e The Evil Eye.

## Sinopse
Anthony Waldron pretende roubar a nova invenção do Dr. Kittridge, um submarino,  culpando uma mente criminosa fictícia que ele chama de "Mr. M." Para promover este plano, Waldron usa uma droga de controle mental que desenvolveu, chamada “Hypnotreme”. No entanto, um misterioso vilão logo aparece afirmando ser o verdadeiro Mr. M e começa a dar ordens a Waldron.
O agente federal Grant Farrell, cujo irmão foi morto por Waldron, é enviado para encontrar o vilão misterioso e parar seus planos nefastos, tendo como ajudantes Kirby Walsh e Shirley Clinton.

## Elenco
- Richard Martin … Detetive Tenente Kirby Walsh
- Pamela Blake … Shirley Clinton
- Dennis Moore … Agente Grant Farrell
- Virginia Brissac … Cornelia Waldron
- Danny Morton … Derek Lamont
- Edmund MacDonald … Anthony Waldron
- Byron Foulger … Wetherby, o "real" Mr. M
- Jane Randolph … Marina Lamont
- Jack Ingram ... William Shrag
- Tom Steele … dublê

Fonte:

## Capítulos
1. When Clocks Chime Death
2. Danger Downward
3. Flood of Flames
4. The Double Trap
5. Highway Execution
6. Heavier than Water
7. Strange Collision
8. When Friend Kills Friend
9. Parachute Peril
10. The Human Time-bomb
11. The Key to Murder
12. High-line Smash-up
13. The Real Mr. M

Fonte: